# ラカルムート
ラカルムート（イタリア語: Racalmuto）は、イタリア共和国シチリア自治州アグリジェント県にある、人口約8,100人の基礎自治体（コムーネ）。
ラカルムートは「権力の朝」や「真昼のふくろう」などの作品で知られるレオナルド・シャーシャ（1921年 - 1989年）が生まれた場所としても知られ、街なかにはシャーシャの像が置かれている。

## 名称
コムーネの名前は、アラビア語で「破壊された村」を意味するRahalmutから来ている。

## 地理

### 位置・広がり
アグリジェントの北東およそ20キロの盆地に位置する。

#### 隣接コムーネ
隣接するコムーネは以下の通り。括弧内のCLはカルタニッセッタ県所属を示す。
- ボンペンシエーレ (CL)
- カニカッティ
- カストロフィリッポ
- ファヴァーラ
- グロッテ
- ミレーナ (CL)
- モンテドーロ (CL)

## 姉妹都市
- ハミルトン（カナダ・オンタリオ州）
- フィナーレ・リーグレ（イタリア）

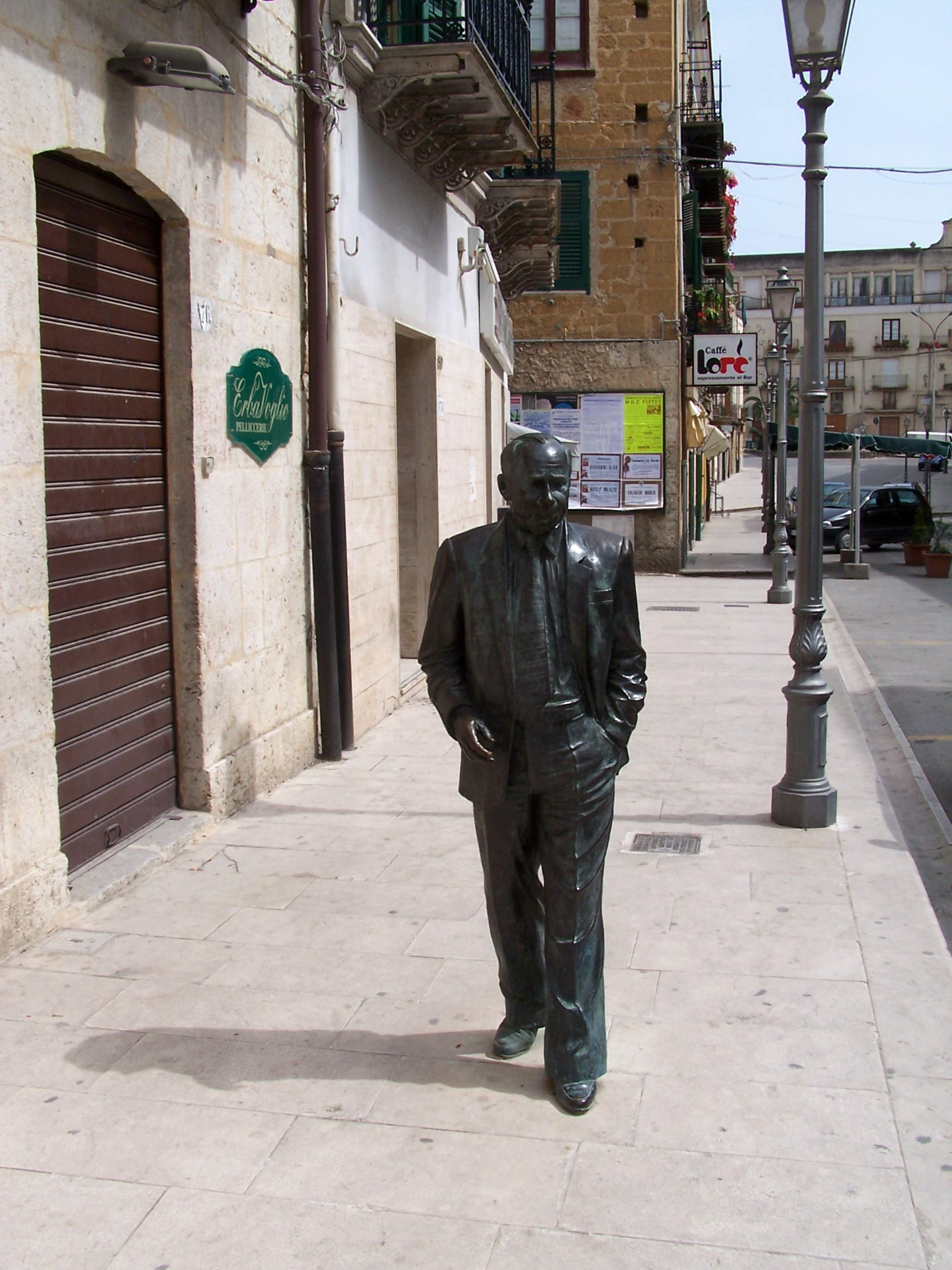
レオナルド・シャーシャの像。
（2005年5月6日撮影）